# Hàng Đào (phường)
Hàng Đào là phường thuộc quận Hoàn Kiếm, thành phố Hà Nội, Việt Nam.
Phường Hàng Đào nằm ở phía bắc quận Hoàn Kiếm, có địa giới hành chính
- Phía đông giáp các phường Hàng Buồm, Hàng Bạc
- Phía nam giáp các phường Hàng Bạc, Hàng Trống, Hàng Gai
- Phía tây giáp các phường Hàng Gai, Hàng Bồ
- Phía bắc giáp các phường Hàng Bồ, Hàng Mã, Đồng Xuân, Hàng Buồm.

Trên địa bàn phường có các phố: Hàng Đào, Hàng Ngang, Hàng Đường và một phần các phố: Hàng Cá, Hàng Buồm, Hàng Bạc, Hàng Bồ, Hàng Cân, Chả Cá, Nguyễn Siêu, Lãn Ông, Lương Văn Can.
Đây là đơn vị hành chính cấp xã/phường có diện tích nhỏ nhất Việt Nam (0,07km2)